# 小行星2865
小行星2865（2865 Laurel）是一颗围绕太阳公转的小行星。1935年7月31日，西里爾·傑克遜在约翰内斯堡发现了此天体。
該小行星以英國喜劇演員史丹·勞萊命名。
这颗小行星的绝对星等为293.4660335902751等。